# 中野好夫
中野好夫（日语：中野 好夫/なかの よしお，1903年8月2日—1985年2月20日），是日本学者、翻译家、英国文学评论家，曾担任中央大学、东京大学教授。